# Koronos (Sohn des Apollon)
Koronos (altgriechisch Κόρωνος Kórōnos), der Sohn des Apollon und der Chrysorrhoe, ist in der griechischen Mythologie der Enkel des Orthopolis, dem König von Sikyon.
Seine Söhne Korax und Lamedon regierten beide über die Stadt, weshalb manche Autoren auch Koronos als König von Sikyon bezeichnen. Eusebius von Caesarea führt in der sikyonischen Königsliste jedoch nach Orthopolis, den Marathonios gefolgt von Marathios und schließlich den Korax auf.